# Karl Agathon Essloff
Karl Agathon Esloff, född 12 mars 1893 i Estuna församling, Stockholms län, död  9 februari 1950 i Almesåkra församling, Jönköpings län, var riksevangelist i Svenska Missionsförbundet 1919-1950.

## Biografi
Essloff började som förkunnare 1913 och arbetade en period i Söderö friförsamling. Han studerade vid Svenska Missionsförbundets Missionsskola 1916-1919.
På 1920-talet blev Essloff en pionjär för tältmöteskampanjer.
I sin förkunnelse var han dramatisk och kraftfull med en liknande framtoning som evangelisterna Israel August Åström och Billy Sunday. Mötena samlade mycket folk i fulla tältkyrkor.
Ett vanligt tema i förkunnelsen på den här tiden var evigheten och den dubbla utgången, detta gällde särskilt för Essloff som var kallades för en ”helvetesförkunnare”, men hans poäng var alltid att berätta om Guds nåd och möjligheten att bli räddad.
Essloff förblev ogift hela livet och lade ner hela sin själ i väckelsekampanjerna, i hans dagbok från 1943 finns uppgiften att han höll 502 predikningar. Den sista möteskampanjen hölls 1950 i Falköping, där han predikade 5 februari och avled några dagar senare.

## Författarskap
- Ropet i natten. Stockholm :Sv. missionsförb.,1932. Libris 1353809
- Kampen kring Jesus. Falköping,1935. Libris 2635936
- Är de stora väckelsernas tid förbi? Motala :Bröd. Borgström, 1938.  Libris 1363625
- Vakna upp - och lev! Stockholm :Harrier,1939. Libris 1363624
- Om någon törstar. Eget förlag, 1945
- När Guds eld flammar. Missionsförbundets förlag, 1948. Libris 1403415